# گوستاوو سالمرون
گوستاوو سالمرون گارسیا (اسپانیایی: Gustavo Salmerón García‎؛ زادهٔ ۲۷ اوت ۱۹۷۰) بازیگر، فیلم‌نامه‌نویس و کارگردان فیلم اهل اسپانیا است.
از فیلم‌ها یا برنامه‌های تلویزیونی که وی در آن نقش داشته‌است، می‌توان به هنر مردن، آسفالت، عشق ورزیدن، ملکه‌ها، سنجاب قرمز، مردی با باران در کفش‌هایش، همه چیز دروغ است و کارلیتوس اشاره کرد.